# Logic & Olivia
Logic & Olivia ist eine 1999 gegründete deutsche Elektropop-Band.

## Geschichte
Die Band wurde am 1. Oktober 1999 von René Anke (Gesang), Matthias Trompelt (Keyboard) und Tino Weigel (E-Gitarre) unter dem Namen „Darkcore“ in Aue/Schwarzenberg im Erzgebirge in Sachsen gegründet.
Sie verbinden eingängige Synthie-Pop-Melodien und stampfende EBM-Rhythmen mit einer markanten Gesangsstimme, die die sowohl deutschen als auch englischen Texte prägt. Ihre musikalischen Wurzeln liegen in den 80er Jahren, die stilistische Bandbreite reicht von tanzbarem Elektro-Sound bis zu alternativen, rockigeren Klängen.

### Darkcore
Nach ersten Auftritten in Chemnitz, Schneeberg und Lichtenstein folgte bereits im Jahr 2000 das erste Album negativ. Mangels solventer Partner wurde die 2001 erschienene EP Vorbei selbst produziert und privat vertrieben.
Im Sommer 2002 gaben Darkcore als Vorband beim Philharmonic-Rock-Festival in Netzschkau ihr Open-Air-Debüt.
Neben Songschreiber Anke steuerte nun auch Weigel seine erste Eigenkomposition zum Repertoire bei. Außerdem erweiterte er sein Instrumentarium und spielte zusätzlich live auf E-Drums. Das Album LIEBE+TOD vergrößerte die Fangemeinde und das im folgenden Jahr erschienene Album Timebreaker hatte eine Reife und Qualität erreicht, auf die die Band lange hinarbeitete.
Auf den aus privaten Gründen seltener gewordenen Konzerten, so u. a. in Lauter/Sa. konnte nach 18-monatiger Arbeit das emotionaler aber auch experimentierfreudiger gewordene Liedgut des folgenden Albums Sommerkrieger vorgestellt werden.
Mit 99/02 Die neuen Versionen legte die Band 2005 ein Best-of-Album vor, auf dem alte Hits neu aufgenommen und produziert wurden.
2006 erschien mit Unsterblich dann das Album, mit dem die Band durch ausdrucksstarke Elektrosounds und eingängige Melodien einen Stil erreichte, den sie schon immer kreieren wollte.

### Logic & Olivia
Nach längerer Pause startete die Band 2012 neu unter dem Bandnamen Logic & Olivia, auch um sich von musikalischen Deutungen abzugrenzen, die gelegentlich mit dem alten Namen verbunden wurden.
Mit etwas rockigeren Einflüssen erscheint im März 2012 das aktuelle Album Playground of the past bei dem deutschen Label Danse Macabre.
Don´t look back ist das Nachfolgealbum von Logic & Olivia im Jahr 2014.
Nachdem Kalle Vogel im Jahre 2014 als Drummer zur Band stieß, wurde aus dem Trio zunächst eine vierköpfige Band. Anfang September 2015 verließ jedoch Tino Weigel die Band aus persönlichen Gründen.

## Diskografie

### Als Darkcore
- 2000: Negativ (11 Titel)
- 2001: Vorbei EP/MCD (5 Titel)
- 2002: Liebe & Tod (13 Titel)
- 2003: Timebreaker (9 Titel)
- 2004: Sommerkrieger (12 Titel)
- 2005: 99|02 Die neuen Versionen, Best-of (10 Titel)
- 2006: Unsterblich (12 Titel)

### Als Logic & Olivia
- 2012: Playground of the past, (10 Titel)
- 2014: Don´t look back, (10 Titel)
- 2016: Pink
- 2018: Louder than Words